# Corea del Norte en los Juegos Olímpicos
Corea del Norte en los Juegos Olímpicos está representada por el Comité Olímpico de la República Popular Democrática de Corea, creado en 1953 y reconocido por el Comité Olímpico Internacional en 1957.
Ha participado en once ediciones de los Juegos Olímpicos de Verano, su primera presencia tuvo lugar en Múnich 1972. El país ha obtenido un total de 61 medallas en las ediciones de verano: 16 de oro, 18 de plata y 27 de bronce.
En los Juegos Olímpicos de Invierno ha participado en nueve ediciones, siendo Innsbruck 1964 su primera aparición en estos Juegos. El país ha conseguido un total de dos medallas en las ediciones de invierno, una de plata y una de bronce.

## Medallero

### Por edición
| Evento              | Oro | Plata | Bronce | Total |
| ------------------- | --- | ----- | ------ | ----- |
| Múnich 1972         | 1   | 1     | 3      | 5     |
| Montreal 1976       | 1   | 1     | 0      | 2     |
| Moscú 1980          | 0   | 3     | 2      | 5     |
| Los Ángeles 1984    | –   | –     | –      | –     |
| Seúl 1988           | –   | –     | –      | –     |
| Barcelona 1992      | 4   | 0     | 5      | 9     |
| Atlanta 1996        | 2   | 1     | 2      | 5     |
| Sídney 2000         | 0   | 1     | 3      | 4     |
| Atenas 2004         | 0   | 4     | 1      | 5     |
| Pekín 2008          | 2   | 2     | 2      | 6     |
| Londres 2012        | 4   | 0     | 3      | 7     |
| Río de Janeiro 2016 | 2   | 3     | 2      | 7     |
| Tokio 2020          | –   | –     | –      | –     |
| París 2024          | 0   | 2     | 4      | 6     |
| TOTAL               | 16  | 18    | 27     | 61    |

| Evento              | Oro | Plata | Bronce | Total |
| ------------------- | --- | ----- | ------ | ----- |
| Innsbruck 1964      | 0   | 1     | 0      | 1     |
| Grenoble 1968       | –   | –     | –      | –     |
| Sapporo 1972        | 0   | 0     | 0      | 0     |
| Innsbruck 1976      | –   | –     | –      | –     |
| Lake Placid 1980    | –   | –     | –      | –     |
| Sarajevo 1984       | 0   | 0     | 0      | 0     |
| Calgary 1988        | 0   | 0     | 0      | 0     |
| Albertville 1992    | 0   | 0     | 1      | 1     |
| Lillehammer 1994    | –   | –     | –      | –     |
| Nagano 1998         | 0   | 0     | 0      | 0     |
| Salt Lake City 2002 | –   | –     | –      | –     |
| Turín 2006          | 0   | 0     | 0      | 0     |
| Vancouver 2010      | 0   | 0     | 0      | 0     |
| Sochi 2014          | –   | –     | –      | –     |
| Pyeongchang 2018    | 0   | 0     | 0      | 0     |
| Pekín 2022          | –   | –     | –      | –     |
| TOTAL               | 0   | 1     | 1      | 2     |

### Por deporte
| Evento        | Oro | Plata | Bronce | Total |
| ------------- | --- | ----- | ------ | ----- |
| Boxeo         | 2   | 3     | 4      | 9     |
| Gimnasia      | 3   | 0     | 0      | 3     |
| Halterofilia  | 5   | 8     | 5      | 18    |
| Judo          | 2   | 2     | 4      | 8     |
| Lucha         | 3   | 2     | 7      | 12    |
| Saltos        | 0   | 1     | 1      | 2     |
| Tenis de mesa | 0   | 2     | 3      | 5     |
| Tiro          | 1   | 0     | 2      | 3     |
| Voleibol      | 0   | 0     | 1      | 1     |
| TOTAL         | 16  | 18    | 27     | 61    |

| Evento                  | Oro | Plata | Bronce | Total |
| ----------------------- | --- | ----- | ------ | ----- |
| Patinaje de velocidad   | 0   | 1     | 0      | 1     |
| Patinaje en pista corta | 0   | 0     | 1      | 1     |
| TOTAL                   | 0   | 1     | 1      | 2     |